# Pausari
Pausari (plural llatí pausarii) era el nom que tenien uns sacerdots d'Isis a Roma, que marcaven les pauses en les processons en honor de la deessa. Aquestes pauses es feien en algunes capelles de divinitats egípcies i en algunes mansions, on es cantaven himnes i es realitzaven sacrificis i altres ritus, i permetien als participants i portadors de la imatge un descans.
També s'anomenava pausari a la persona, el capatàs, que en una nau portava una maça o porra (portisculus) amb la que marcava el ritme als remers i els feia avançar, retrocedir o aturar-se. Se situava a la popa de la nau.